# Mona Wallén-Hjerpe
Mona Marianne Wallén-Hjerpe, känd som Sjösalakvinnan, född 24 januari 1932 i Sofia församling i Stockholm, död 19 juni 2008 i Högalids församling i Stockholm, var en svensk kvinna som år 1969 brände ned Evert Taubes sommarhus Sjösala. Hon dömdes för mordbrand men blev straffriförklarad efter att ha diagnosticerats som schizofren.
Wallén-Hjerpe publicerade 1987 en drygt 200 sidor lång egenutgiven bok, Sjösala brinner 1. Hon trodde sig ha fått Taubes uppdrag att bränna huset. Där finner man bland annat formuleringen "Evert Taube lovar att gifta sig med mig, men jag blir inspärrad på mentalsjukhus".
Wallén-Hjerpe beskrivs under namnet Lena Nylén i Fredrik Strages bok Fans, som senare sattes upp som teaterpjäs på Södra Teatern i Stockholm. Hon är även inspirationskällan till svenske sångaren Thomaz Ransmyrs sång "You're in Love With Me", släppt 2012, och tackas i häftet till albumet Nobody's Child, som låten finns med på.
Wallén-Hjerpe var bland annat meteorologisassistent vid Bromma flygplats. Hon var en av Sveriges första kvinnliga fallskärmshoppare och uppmärksammades i den rollen i flera tidningsreportage.
Hon är begravd på Skogskyrkogården i Stockholm.